# GBAP
Glucosidase, beta; axit, gen giả (tiếng Anh: Glucosidase, beta; acid, pseudogene), còn được gọi là GBAP, là gen ở người.